# Pour des pommes
Pour des pommes (en russe Za iablatchki) est une nouvelle d’Anton Tchekhov, parue en 1880.

## Historique
Pour des pommes est publiée dans la revue russe La Libellule, no 33, du 11 août 1880, sous le pseudonyme Tchekhonte. Aussi traduit en français sous le titre Pour des petites pommes.
La nouvelle raconte comment un propriétaire se fait justice d'une manière odieuse pour le vol d’une pomme.

## Résumé
Trifon Semionovitch, propriétaire de trois mille hectares qui sont hypothéqués, se promène avec son serviteur Karpouchka dans les allées de son verger. Il surprend Grigori, un jeune paysan, en conversation avec sa fiancée. Grigori ramasse des pommes par terre, elle en demande une de l’arbre, il hésite, en prend une, et c’est à ce moment que Trifon et Karpouchka les surprennent.
Trifon veut faire justice lui-même pour cette pomme volée, il oblige Grigori à lui raconter un conte. N’étant pas satisfait, il oblige la jeune fille à gifler Grigori. Puis oblige Grigori à rosser sa fiancée. Heureusement, la fille de Trifon vient interrompre la scène.
Les fiancés se séparent, ils ne se sont jamais revus depuis. Trifon a eu ce qu’il voulait, lui et sa famille sont coutumiers de ce genre d’amusement. 

## Édition française
- Pour des pommes, traduit par Madeleine Durand avec la collaboration d’E. Lotar, Vladimir Pozner et André Radiguet, dans le volume Premières nouvelles, Paris, 10/18, coll. « Domaine étranger » no 3719, 2004  (ISBN 2-264-03973-6)